# Hopes and Fears DVD
Uzasadnienie: to jest dodatek DVD do albumu Hopes and Fears
Hopes and Fears DVD – specjalne wydanie albumu Hopes and Fears angielskiej formacji rockowej Keane. Edycja została zrealizowana w 2004 roku i zawiera dwie dodatkowe ścieżki dźwiękowe – "Snowed Under" oraz dance remix piosenki "We Might as Well Be Strangers" wykonanej przez Dj Shadow.

## Lista utworów

### Wersja międzynarodowa
1. "Somewhere Only We Know" (international version video)
2. "Somewhere Only We Know" (US version video)
3. "Everybody’s Changing" (version 1 video)
4. "Bedshaped" (video)
5. "This Is the Last Time" (version 4 video)

### Edycja japońska
30-sekundowa zapowiedź Keane.
1. "Somewhere Only We Know" (live)
2. "She Has No Time" (live)
3. "This Is the Last Time" (live)
4. "We Might As Well Be Strangers" (live)
5. "Everybody’s Changing" (live)
6. "Bedshaped" (live)
7. "Somewhere Only We Know" (international version video)